# Mary y Molly Bell
Mary y Molly (o "Mollie") Bell fueron dos jóvenes primas de Pulaski County, Virginia quienes se disfrazaron de hombres y lucharon en la Guerra de Secesión para el Ejército de la Confederación. El dúo fue capaz de mantener su verdadero género oculto a los soldados y el ejército durante dos años luchando en varias batallas importantes, hasta que fueron descubiertas y encarceladas. Pronto fueron liberadas y forzadas a regresar a casa.

## Primeros años
Mary y Molly eran primas y se criaron juntas en las montañas del suroeste de Virginia en una granja típica, pequeña y rural. Viviendo en las montañas, las chicas como otras tantas de su entorno aprendieron a montar a caballo, cazar, y recolectar alimentos en el bosque. Desde niñas Molly y Mary ayudaban en las labores de la granja familiar, por lo que estaban acostumbradas al trabajo duro y dedicación que más tarde sería requerido de ellas en el ejército.
A finales de 1862, un tío de Mary y Molly decidió abandonar su lealtad a Virginia y a la Confederación. Dejó su casa para luchar por la Unión, en su creencia de que la Confederación perdería la guerra. Ambas primas mostraban un alto grado de patriotismo y el acto de su tío las enfureció. Para compensar la deslealtad, Molly de veintidós años, con un fuerte carácter y la más impulsiva de las dos, ingenió el plan de disfrazarse de hombres y alistarse ellas en el ejército confederado. Molly fue capaz de convencer a Mary, de solo quince años y más reservada que su prima.

## Vida militar
Las jóvenes cortaron sus melenas y se pusieron varias camisas gruesas para cubrir sus curvas femeninas, practicando para enronquecer la voz, y andar de manera masculina. Las voces de Mary y Molly eran de por sí más graves que las de muchos adolescentes alistados en el ejército, así que no llamaron la atención aunque fueran levemente más agudas. Las chicas se alistaron bajo nombres falsos; Mary como Tom Parker, y Molly como Bob Morgan (también a veces constando como "Bob Martin"). Debido a su habilidad montando a caballo, fueron de inmediato asignadas a la Caballería Confederada.
Después de menos de un mes en el ejército, fuerzas de la Unión capturaron su unidad de caballería. Aun así, a las pocas horas las fuerzas del general John Hunt Morgan liberaron a la caballería capturada. Mary y Molly se cambiaron a una división de infantería. Lucharon a las órdenes del general Jubal A. Early en el valle de Shenandoah. Mary y Molly lucharon en varias batallas clave de la Guerra Civil, incluyendo la Batalla de Chancellorsville, la Batalla de Gettysburg, y en la de Spotsylvania Court House donde Early y sus hombres derrotaron al general Burnside. Ambas mujeres fueron elogiadas por su habilidad y dedicación en la lucha, conocidas entre sus compañeros soldados como "valientes hombres de guerra de primera clase." Mary y Molly eran también reconocidas por su osadía y patriotismo, reclamando que "si todas las mujeres de la Confederación fueran tan patrióticas como ellos, el país habría sido libre hace mucho." Por ejemplo, una noche mientras Molly estaba de guardia, soldados de la Unión empezaron a atacar el campamento. Molly dio la señal de alarma y mató a tres soldados de la Unión con solo un arma de avancarga, un logro significativo para cualquier soldado. Debido a su heroicidad durante el ataque, Molly fue promovida a sargento, y Mary a cabo.
Para mantener su enorme secreto, Mary y Molly se dieron cuenta de que tendrían que revelar sus identidades a alguien en el ejército que las podría proteger. Las chicas escogieron a un joven capitán como su confidente, quién las protegió de los exámenes físicos y otras tareas que podrían haberlas puesto en riesgo. En un momento en batalla, Molly fue herida por un fragmento de metralla que impactó en su brazo. Varios soldados vinieron en su ayuda, pero temiendo que alguien buscara un médico, ella les aseguró de inmediato que la herida era "solo un arañazo." Más tarde Molly dejó que Mary atendiera su herida, y Molly se recuperó por completo.

## Descubrimiento y encarcelamiento
El 19 de octubre de 1864 en la Batalla de Cedar Creek, el joven capitán confidente de las Bell fue tomado prisionero por las fuerzas del general Philip Sheridan. Mary y Molly decidieron que necesitaban aprisa otro cómplice y seleccionaron a un joven lugarteniente que recientemente había sido colocado al mando de su compañía. El lugarteniente no mantuvo el secreto de las Bell, pues informó inmediatamente al general Early. Las autoridades detuvieron a Mary, de diecisiete años, y a Molly, de veinticuatro, en la prisión confederada de Castle Thunder en Richmond, Virginia.
Una vez presa, Molly proclamó que sabía de otras seis mujeres disfrazadas en las filas del general Early. Mary y Molly reclamaron que la razón de su alistamiento en el ejército fue el patriotismo, y que sencillamente querían regresar al ejército. No obstante, el general Early reclamó que las jóvenes eran prostitutas o "seguidoras de campamento común" y un "medio para desmoralizar a cientos de hombres" bajo su mando. Las Bell, junto con otras mujeres descubiertas en las filas, como Mollie Bean, fueron maltratadas en el Richmond Examiner Diary, al dar por supuesto que esa querencia por sus disfraces era por "seguir en el ejército y esconder su iniquidad," e incluso siendo culpadas por el general Early del fracaso de la campaña de 1864 en el valle de Shenandoah. Al contrario, los camaradas de las Bell aseguraron que "habían hecho un buen servicio como soldados sin en absoluto sospechas excitantes... en cuanto a su sexo." Incluso el estricto activista conservador Edmund Ruffin pensaba que Mary y Molly Bell "habían demostrado ser excelentes soldados... y deberían poder quedarse en el servicio."
Después de tres semanas de encarcelamiento, ningún cargo en concreto había sido presentado contra Mary y Molly. Como resultado, las primas fueron liberadas de Castle Thunder. No se les permitió realistarse en el ejército, y en cambio se les facilitaron caballos para regresar a Pulaski, vestidas con los mismos uniformes confederados con que fueron encarceladas.